# UEFA-Pokal 1999/2000

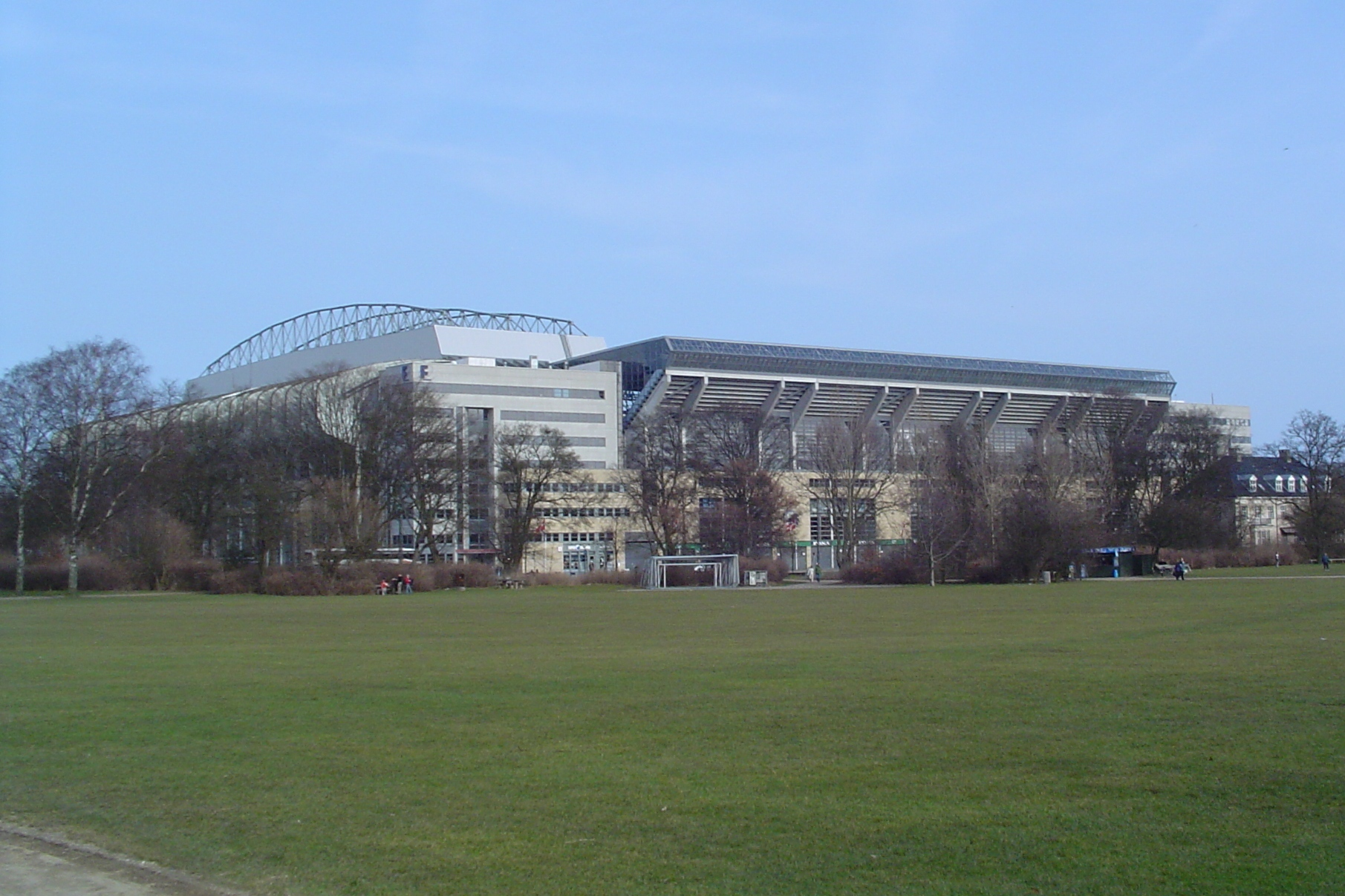
Das Parken in Kopenhagen

Der UEFA-Pokal 1999/2000 war die 29. Auflage des Fußballwettbewerbs und wurde von Galatasaray Istanbul gewonnen, nachdem die Türken den englischen Club FC Arsenal im Finale im Kopenhagener Parken-Stadion mit 4:1 nach Elfmeterschießen besiegen konnten. Den entscheidenden Elfmeter verwandelte dabei der damalige rumänische Nationalmannschaftskapitän Gheorghe Popescu, der eine Saison lang in England bei den Tottenham Hotspur aktiv war. Es war der erste Sieg eines türkischen Vereins in einem europäischen Wettbewerb.
Torschützenkönig des UEFA-Pokals wurde mit 10 Toren Darko Kovačević von Juventus Turin.
Deutsche Teilnehmer waren der VfL Wolfsburg, der 1. FC Kaiserslautern, Bayer 04 Leverkusen (alle in der 3. Runde ausgeschieden), Borussia Dortmund (Achtelfinale) sowie Werder Bremen (Viertelfinale). Österreichische Teilnehmer waren SK Rapid Wien, der Linzer ASK (beide in der 1. Runde ausgeschieden), der Grazer AK (2. Runde) sowie SK Sturm Graz (als CL-Gruppendritter in der 3. Runde eingestiegen und ausgeschieden).

## Modus
Der Wettbewerb wurde in sieben Runden in Hin- und Rückspielen ausgetragen. Bei Torgleichstand entschied zunächst die Anzahl der Auswärts erzielten Tore, danach eine Verlängerung, wurde in dieser nach zweimal 15 Minuten keine Entscheidung erreicht, folgte ein Elfmeterschießen, bis der Sieger ermittelt war. Durch die Abschaffung des Europapokals der Pokalsieger mit Ablauf der Saison 1998/99 erhielten erstmals die nationalen Pokalsieger einen Startplatz im UEFA-Pokal. Wie im Vorjahr qualifizierten sich auch wieder drei Klubs über den UEFA Intertoto Cup für die 1. Runde. Zur 3. Runde stießen zudem die acht aus der ersten Gruppenphase der Champions League als Drittplatzierte ausgeschiedenen Vereine zum Teilnehmerfeld, mit den beiden Finalisten standen später zwei dieser Teams im Finale.

## Qualifikation
|                               | Gesamt    |                        | Hinspiel | Rückspiel |
| ----------------------------- | --------- | ---------------------- | -------- | --------- |
| Schachtar Donezk              | 4:3       | Sileks Kratovo         | 3:1      | 1:2       |
| HJK Helsinki                  | 2:1       | FC Schirak Gjumri      | 2:0      | 0:1       |
| FC Portadown                  | 0:8       | ZSKA Sofia             | 0:3      | 0:5       |
| Krywbas Krywyj Rih            | 5:0       | FK Şəmkir              | 3:0      | 2:0       |
| BATE Baryssau                 | 01:12     | Lokomotive Moskau      | 1:7      | 0:5       |
| NK Olimpija Ljubljana         | (a)3:3(a) | Kareda Šiauliai        | 1:1      | 2:2       |
| Steaua Bukarest               | 7:1       | FC Levadia Maardu      | 3:0      | 4:1       |
| Grasshopper Club Zürich       | 8:0       | Bray Wanderers         | 4:0      | 4:0       |
| Liepājas Metalurgs            | 4:5       | Lech Posen             | 3:2      | 1:3       |
| FC Lantana Tallinn            | 2:9       | Torpedo Kutaissi       | 0:5      | 2:4       |
| Neftçi Baku                   | 2:4       | Roter Stern Belgrad    | 2:3      | 0:1       |
| FK Bodø/Glimt                 | 3:1       | FC Vaduz               | 1:0      | 2:1       |
| IFK Göteborg                  | 3:1       | Cork City              | 3:0      | 0:1       |
| KR Reykjavík                  | 1:2       | FC Kilmarnock          | 1:0      | 0:2 n. V. |
| Lokomotive Tiflis             | 2:1       | Linfield FC            | 1:0      | 1:1       |
| Sheriff Tiraspol              | (a)1:1(a) | SK Sigma Olmütz        | 1:1      | 0:0       |
| Vojvodina Novi Sad            | 5:1       | Újpest Budapest        | 4:0      | 1:1       |
| KS Vllaznia Shkodra           | 1:3       | Spartak Trnava         | 1:1      | 0:2       |
| Cwmbran Town                  | 00:10     | Celtic Glasgow         | 0:6      | 0:4       |
| APOEL Nikosia                 | 0:2       | Lewski Sofia           | 0:0      | 0:2       |
| Ferencváros Budapest          | 4:2       | Constructorul Chișinău | 3:1      | 1:1       |
| FC Monnerich                  | 02:13     | Dinamo Bukarest        | 2:6      | 0:7       |
| MKE Ankaragücü                | 3:0       | B36 Tórshavn           | 1:0      | 2:0       |
| AŠK Inter Slovnaft Bratislava | 5:1       | KS Bylis Ballsh        | 3:1      | 2:0       |
| FK Riga                       | 0:5       | Helsingborgs IF        | 0:0      | 0:5       |
| Vardar Skopje                 | 0:9       | Legia Warschau         | 0:5      | 0:4       |
| Sliema Wanderers              | 0:4       | FC Zürich              | 0:3      | 0:1       |
| Hajduk Split                  | 6:1       | F91 Düdelingen         | 5:0      | 1:1       |
| Maccabi Tel Aviv              | 4:3       | Žalgiris Kaunas        | 3:1      | 1:2       |
| KÍ Klaksvík                   | 0:9       | Grazer AK              | 0:5      | 0:4       |
| ND Gorica                     | 2:1       | Inter Cardiff          | 2:0      | 0:1       |
| Lyngby BK                     | 7:0       | FC Birkirkara          | 7:0      | 0:0       |
| RSC Anderlecht                | 9:1       | Leiftur Ólafsfjörður   | 6:1      | 3:0       |
| Belschyna Babrujsk            | 1:8       | Omonia Nikosia         | 1:5      | 0:3       |
| Viking Stavanger              | 18:00     | CE Principat           | 7:0      | 11:0      |
| FC Jerewan                    | 1:4       | Hapoel Tel Aviv        | 0:2      | 1:2       |
| JK Tulevik Viljandi           | 0:5       | FC Brügge              | 0:3      | 0:2       |
| Vaasan PS                     | 1:3       | FC St. Johnstone       | 1:1      | 0:2       |

## 1. Runde
HSC Montpellier, Juventus Turin und West Ham United qualifizierten sich als Sieger des UEFA Intertoto Cup 1999 für die 1. Runde.
|                               | Gesamt          |                          | Hinspiel | Rückspiel |
| ----------------------------- | --------------- | ------------------------ | -------- | --------- |
| Roter Stern Belgrad           | 2:3             | HSC Montpellier          | 0:1      | 2:2       |
| VfL Wolfsburg                 | 3:2             | Debreceni VSC            | 2:0      | 1:2       |
| Steaua Bukarest               | 5:2             | Linzer ASK               | 2:0      | 3:2       |
| FK Partizan Belgrad           | 1:4             | Leeds United             | 1:3      | 0:1       |
| Stabæk IF                     | 1:2             | Deportivo La Coruña      | 1:0      | 0:2       |
| Udinese Calcio                | 3:1             | Aalborg BK               | 1:0      | 2:1       |
| HJK Helsinki                  | 1:6             | Olympique Lyon           | 0:1      | 1:5       |
| SK Sigma Olmütz               | 1:3             | RCD Mallorca             | 1:3      | 0:0       |
| Akademisk BK Gladsaxe         | 1:3             | Grasshopper Club Zürich  | 0:2      | 1:1       |
| ZSKA Sofia                    | 2:4             | Newcastle United         | 0:2      | 2:2       |
| Benfica Lissabon              | 2:1             | Dinamo Bukarest          | 0:1      | 2:0       |
| MTK Hungária FC               | 2:0             | Fenerbahçe Istanbul      | 0:0      | 2:0       |
| Viking Stavanger              | 3:1             | Sporting Lissabon        | 3:0      | 0:1       |
| Grazer AK                     | 4:2             | Spartak Trnava           | 3:0      | 1:2       |
| Ionikos Nikea                 | 1:4             | FC Nantes                | 1:3      | 0:1       |
| Hapoel Haifa                  | (a)5:5(a)       | FC Brügge                | 3:1      | 2:4       |
| Anorthosis Famagusta          | 1:2             | Legia Warschau           | 1:0      | 0:2       |
| ND Gorica                     | 0:3             | Panathinaikos Athen      | 0:1      | 0:2       |
| Zenit St. Petersburg          | 2:5             | FC Bologna               | 0:3      | 2:2       |
| Roda JC Kerkrade              | 5:1             | Schachtar Donezk         | 2:0      | 3:1       |
| 1. FC Kaiserslautern          | 5:0             | FC Kilmarnock            | 3:0      | 2:0       |
| Hajduk Split                  | 0:3             | Lewski Sofia             | 0:0      | 0:3       |
| Lyngby BK                     | 1:5             | Lokomotive Moskau        | 1:2      | 0:3       |
| Vojvodina Novi Sad            | 2:3             | Slavia Prag              | 0:0      | 2:3       |
| FC Zürich                     | 5:3             | Lierse SK                | 1:0      | 4:3       |
| FK Bodø/Glimt                 | 1:6             | Werder Bremen            | 0:5      | 1:1       |
| Helsingborgs IF               | 2:2 (4:2 i. E.) | Karpaty Lwiw             | 1:1      | 1:1 n. V. |
| Lausanne-Sports               | 3:6             | Celta Vigo               | 3:2      | 0:4       |
| Skonto Riga                   | 1:2             | Widzew Łódź              | 1:0      | 0:2       |
| AC Parma                      | 6:2             | Krywbas Krywyj Rih       | 3:2      | 3:0       |
| Ajax Amsterdam                | 9:2             | FK Dukla Banská Bystrica | 6:1      | 3:1       |
| Aris Thessaloniki             | 3:2             | Servette Genf            | 1:1      | 2:1 n. V. |
| AŠK Inter Slovnaft Bratislava | 3:1             | SK Rapid Wien            | 1:0      | 2:1       |
| Omonia Nikosia                | 02:10           | Juventus Turin           | 2:5      | 0:5       |
| FK Teplice                    | 4:2             | Ferencváros Budapest     | 3:1      | 1:1       |
| Tottenham Hotspur             | 3:0             | Zimbru Chișinău          | 3:0      | 0:0       |
| Atlético Madrid               | 3:1             | MKE Ankaragücü           | 3:0      | 0:1       |
| Maccabi Tel Aviv              | 3:4             | RC Lens                  | 2:2      | 1:2       |
| SC Beira-Mar                  | 1:2             | Vitesse Arnheim          | 1:2      | 0:0       |
| AS Monaco                     | 6:3             | FC St. Johnstone         | 3:0      | 3:3       |
| Torpedo Kutaissi              | 1:7             | AEK Athen                | 0:1      | 1:6       |
| West Ham United               | 6:1             | NK Osijek                | 3:0      | 3:1       |
| Lokomotive Tiflis             | 0:9             | PAOK Thessaloniki        | 0:7      | 0:2       |
| Amica Wronki                  | 5:4             | Brøndby IF               | 2:0      | 3:4       |
| AS Rom                        | 7:1             | Vitória Setúbal          | 7:0      | 0:1       |
| RSC Anderlecht                | 6:1             | NK Olimpija Ljubljana    | 3:1      | 3:0       |
| Lech Posen                    | 1:2             | IFK Göteborg             | 1:2      | 0:0       |
| Celtic Glasgow                | 3:0             | Hapoel Tel Aviv          | 2:0      | 1:0       |

## 2. Runde
|                               | Gesamt          |                         | Hinspiel | Rückspiel |
| ----------------------------- | --------------- | ----------------------- | -------- | --------- |
| Deportivo La Coruña           | 5:1             | HSC Montpellier         | 3:1      | 2:0       |
| Aris Thessaloniki             | 2:4             | Celta Vigo              | 2:2      | 0:2       |
| Udinese Calcio                | 2:1             | Legia Warschau          | 1:0      | 1:1       |
| MTK Hungária FC               | (a)2:2(a)       | AEK Athen               | 2:1      | 0:1       |
| Roda JC Kerkrade              | 0:1             | VfL Wolfsburg           | 0:0      | 0:1       |
| RSC Anderlecht                | 2:4             | FC Bologna              | 2:1      | 0:3       |
| Widzew Łódź                   | 1:3             | AS Monaco               | 1:1      | 0:2       |
| IFK Göteborg                  | 0:3             | AS Rom                  | 0:2      | 0:1       |
| FK Teplice                    | 1:5             | RCD Mallorca            | 1:2      | 0:3       |
| Olympique Lyon                | 2:0             | Celtic Glasgow          | 1:0      | 1:0       |
| Steaua Bukarest               | 2:0             | West Ham United         | 2:0      | 0:0       |
| Werder Bremen                 | (a)2:2(a)       | Viking Stavanger        | 0:0      | 2:2       |
| Slavia Prag                   | 3:2             | Grasshopper Club Zürich | 3:1      | 0:1       |
| PAOK Thessaloniki             | 3:3 (1:4 i. E.) | Benfica Lissabon        | 1:2      | 2:1 n. V. |
| FC Zürich                     | 2:5             | Newcastle United        | 1:2      | 1:3       |
| Grazer AK                     | (a)2:2(a)       | Panathinaikos Athen     | 2:1      | 0:1       |
| Atlético Madrid               | 5:1             | Amica Wronki            | 1:0      | 4:1       |
| Lewski Sofia                  | 2:4             | Juventus Turin          | 1:3      | 1:1       |
| Leeds United                  | 7:1             | Lokomotive Moskau       | 4:1      | 3:0       |
| AC Parma                      | 4:1             | Helsingborgs IF         | 1:0      | 3:1       |
| AŠK Inter Slovnaft Bratislava | 0:7             | FC Nantes               | 0:3      | 0:4       |
| Hapoel Haifa                  | 1:3             | Ajax Amsterdam          | 0:3      | 1:0       |
| RC Lens                       | 5:2             | Vitesse Arnheim         | 4:1      | 1:1       |
| Tottenham Hotspur             | 1:2             | 1. FC Kaiserslautern    | 1:0      | 0:2       |

## 3. Runde
Bayer 04 Leverkusen, Arsenal London, Borussia Dortmund, SK Sturm Graz, Olympiakos Piräus, Glasgow Rangers, Spartak Moskau und Galatasaray Istanbul qualifizierten sich als Gruppendritte der ersten Gruppenphase der UEFA Champions League 1999/2000 für die 3. Runde.
|                     | Gesamt          |                      | Hinspiel | Rückspiel |
| ------------------- | --------------- | -------------------- | -------- | --------- |
| FC Bologna          | 2:3             | Galatasaray Istanbul | 1:1      | 1:2       |
| Udinese Calcio      | (a)2:2(a)       | Bayer 04 Leverkusen  | 0:1      | 2:1       |
| AEK Athen           | 2:3             | AS Monaco            | 2:2      | 0:1       |
| VfL Wolfsburg       | 3:5             | Atlético Madrid      | 2:3      | 1:2       |
| Olympiakos Piräus   | 3:4             | Juventus Turin       | 1:3      | 2:1       |
| Glasgow Rangers     | 2:2 (1:3 i. E.) | Borussia Dortmund    | 2:0      | 0:2 n. V. |
| Olympique Lyon      | 3:4             | Werder Bremen        | 3:0      | 0:4       |
| Deportivo La Coruña | 5:3             | Panathinaikos Athen  | 4:2      | 1:1       |
| AC Parma            | 5:4             | SK Sturm Graz        | 2:1      | 3:3 n. V. |
| Ajax Amsterdam      | 0:3             | RCD Mallorca         | 0:1      | 0:2       |
| RC Lens             | 5:3             | 1. FC Kaiserslautern | 1:2      | 4:1       |
| AS Rom              | 1:0             | Newcastle United     | 1:0      | 0:0       |
| Celta Vigo          | 8:1             | Benfica Lissabon     | 7:0      | 1:1       |
| FC Arsenal          | 6:3             | FC Nantes            | 3:0      | 3:3       |
| Slavia Prag         | 5:2             | Steaua Bukarest      | 4:1      | 1:1       |
| Spartak Moskau      | (a)2:2(a)       | Leeds United         | 2:1      | 0:1       |

## Achtelfinale
|                   | Gesamt    |                      | Hinspiel | Rückspiel |
| ----------------- | --------- | -------------------- | -------- | --------- |
| Slavia Prag       | (a)2:2(a) | Udinese Calcio       | 1:0      | 1:2       |
| AC Parma          | 2:3       | Werder Bremen        | 1:0      | 1:3       |
| Juventus Turin    | 1:4       | Celta Vigo           | 1:0      | 0:4       |
| AS Rom            | 0:1       | Leeds United         | 0:0      | 0:1       |
| RCD Mallorca      | 4:2       | AS Monaco            | 4:1      | 0:1       |
| Borussia Dortmund | 0:2       | Galatasaray Istanbul | 0:2      | 0:0       |
| Atlético Madrid   | 4:6       | RC Lens              | 2:2      | 2:4       |
| FC Arsenal        | 6:3       | Deportivo La Coruña  | 5:1      | 1:2       |

## Viertelfinale
|              | Gesamt |                      | Hinspiel | Rückspiel |
| ------------ | ------ | -------------------- | -------- | --------- |
| RCD Mallorca | 2:6    | Galatasaray Istanbul | 1:4      | 1:2       |
| FC Arsenal   | 6:2    | Werder Bremen        | 2:0      | 4:2       |
| Celta Vigo   | 1:2    | RC Lens              | 0:0      | 1:2       |
| Leeds United | 4:2    | Slavia Prag          | 3:0      | 1:2       |

## Halbfinale
|                      | Gesamt |              | Hinspiel | Rückspiel |
| -------------------- | ------ | ------------ | -------- | --------- |
| Galatasaray Istanbul | 4:2    | Leeds United | 2:0      | 2:2       |
| FC Arsenal           | 3:1    | RC Lens      | 1:0      | 2:1       |

## Finale
| Galatasaray Istanbul                           | Galatasaray Istanbul | FC Arsenal | FC Arsenal | Aufstellung                                       |
| ---------------------------------------------- | --- | --- | ---------- | ------------------------------------------------- |
| Galatasaray Istanbul                           | \| 17. Mai 2000 in Kopenhagen (Parken) \| \| Ergebnis: 0:0 n. V., 4:1 i. E. \| \| Zuschauer: 38.919 \| \| Schiedsrichter: Antonio López Nieto ( Spanien) \|                                                                             | \| 17. Mai 2000 in Kopenhagen (Parken) \| \| Ergebnis: 0:0 n. V., 4:1 i. E. \| \| Zuschauer: 38.919 \| \| Schiedsrichter: Antonio López Nieto ( Spanien) \|                                                                                 | FC Arsenal | Aufstellung Galatasaray Istanbul gegen FC Arsenal |
| Galatasaray Istanbul                           | Cláudio Taffarel – Capone, Gheorghe Popescu, Bülent Korkmaz , Ergün Penbe – Ümit Davala, Gheorghe Hagi, Suat Kaya (95. Ahmet Yıldırım), Okan Buruk (84. Hakan Ünsal) – Hakan Şükür, Arif Erdem (95. Hasan Şaş) Cheftrainer: Fatih Terim | David Seaman – Lee Dixon, Tony Adams , Martin Keown, Sylvinho – Ray Parlour, Patrick Vieira, Emmanuel Petit, Marc Overmars (115., Davor Šuker) – Dennis Bergkamp (75. Nwankwo Kanu), Thierry Henry Cheftrainer: Arsène Wenger ( Frankreich) | FC Arsenal | Aufstellung Galatasaray Istanbul gegen FC Arsenal |
| Galatasaray Istanbul                           | Elfmeterschießen | | FC Arsenal | Aufstellung Galatasaray Istanbul gegen FC Arsenal |
| Galatasaray Istanbul                           | 1:0 Ergün Penbe 2:0 Hakan Şükür 3:1 Ümit Davala 4:1 Gheorghe Popescu | Davor Šuker trifft den Pfosten 2:1 Ray Parlour Patrick Vieira trifft die Latte | FC Arsenal | Aufstellung Galatasaray Istanbul gegen FC Arsenal |
| Galatasaray Istanbul                           | Bülent Korkmaz, Gheorghe Popescu, Okan Buruk, Capone, Hasan Şaş | Patrick Vieira, Martin Keown, Tony Adams | FC Arsenal | Aufstellung Galatasaray Istanbul gegen FC Arsenal |
| Galatasaray Istanbul                           | Gheorghe Hagi (93.) | | FC Arsenal | Aufstellung Galatasaray Istanbul gegen FC Arsenal |
| 17. Mai 2000 in Kopenhagen (Parken)            | | |            |                                                   |
| Ergebnis: 0:0 n. V., 4:1 i. E.                 | | |            |                                                   |
| Zuschauer: 38.919                              | | |            |                                                   |
| Schiedsrichter: Antonio López Nieto ( Spanien) | | |            |                                                   |

## Beste Torschützen
ohne Qualifikationsrunde
| Rang | Spieler                 | Klub                 | Tore |
| ---- | ----------------------- | -------------------- | ---- |
| 1    | Darko Kovačević         | Juventus Turin       | 10   |
| 2    | Marco Di Vaio           | AC Parma             | 7    |
|      | Jimmy Floyd Hasselbaink | Atlético Madrid      | 7    |
|      | Thierry Henry           | FC Arsenal           | 7    |
|      | Pascal Nouma            | RC Lens              | 7    |
| 6    | Benni McCarthy          | Celta Vigo           | 6    |
|      | Hakan Şükür             | Galatasaray Istanbul | 6    |
| 8    | Tony Vairelles          | Olympique Lyon       | 5    |
|      | Giuseppe Signori        | FC Bologna           | 5    |
|      | Jovan Stanković         | RCD Mallorca         | 5    |
|      | Marco Simone            | AS Monaco            | 5    |
|      | Diego Tristán           | RCD Mallorca         | 5    |
|      | Lee Bowyer              | Leeds United         | 5    |
|      | Harry Kewell            | Leeds United         | 5    |

## Eingesetzte Spieler Galatasaray Istanbul
| Galatasaray Istanbul | |
| Galatasaray Istanbul | - Tor: Cláudio Taffarel (9/-) - Abwehr: Capone (9/2); Ahmet Yıldırım (9/-); Bülent Korkmaz (8/-); Ümit Davala (6/1); Gheorghe Popescu (6/-); Hakan Ünsal (5/-); Fatih Akyel (3/-) - Mittelfeld: Gheorghe Hagi (8/2); Hasan Şaş (8/1); Suat Kaya (8/-); Ergün Penbe (8/-); Emre Belözoğlu (7/1); Okan Buruk (7/1); Mehmet Yozgatlı (1/-) - Angriff: Hakan Şükür (9/6); Arif Erdem (7/1); Márcio Mixirica (4/-) - Trainer: Fatih Terim |

* Saffet Akyüz (1/-) und Tugay Kerimoğlu (1/-) verließen den Verein während der Saison.